# 東京市電気局5000形電車

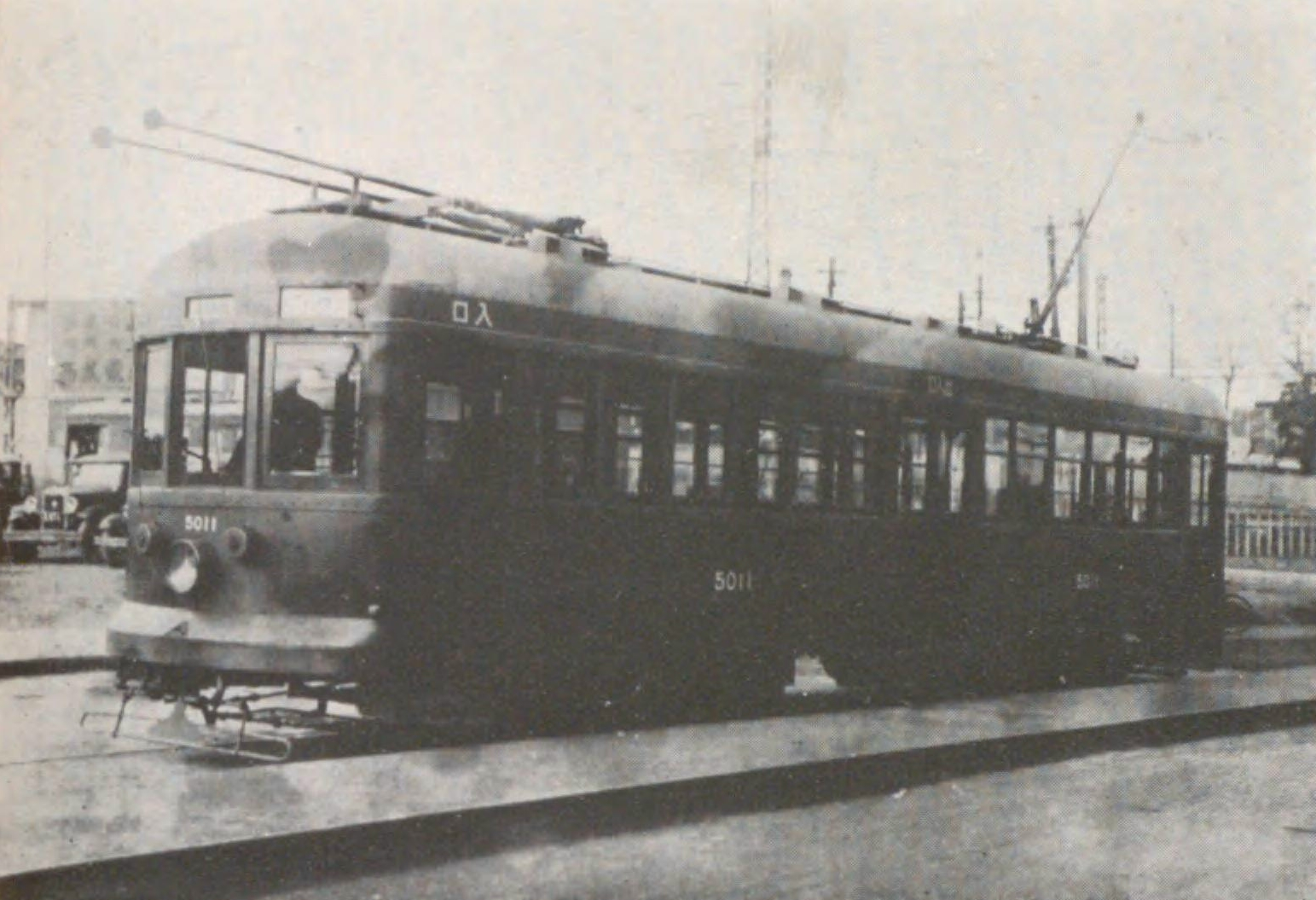
就役直後と思しき5000形電車

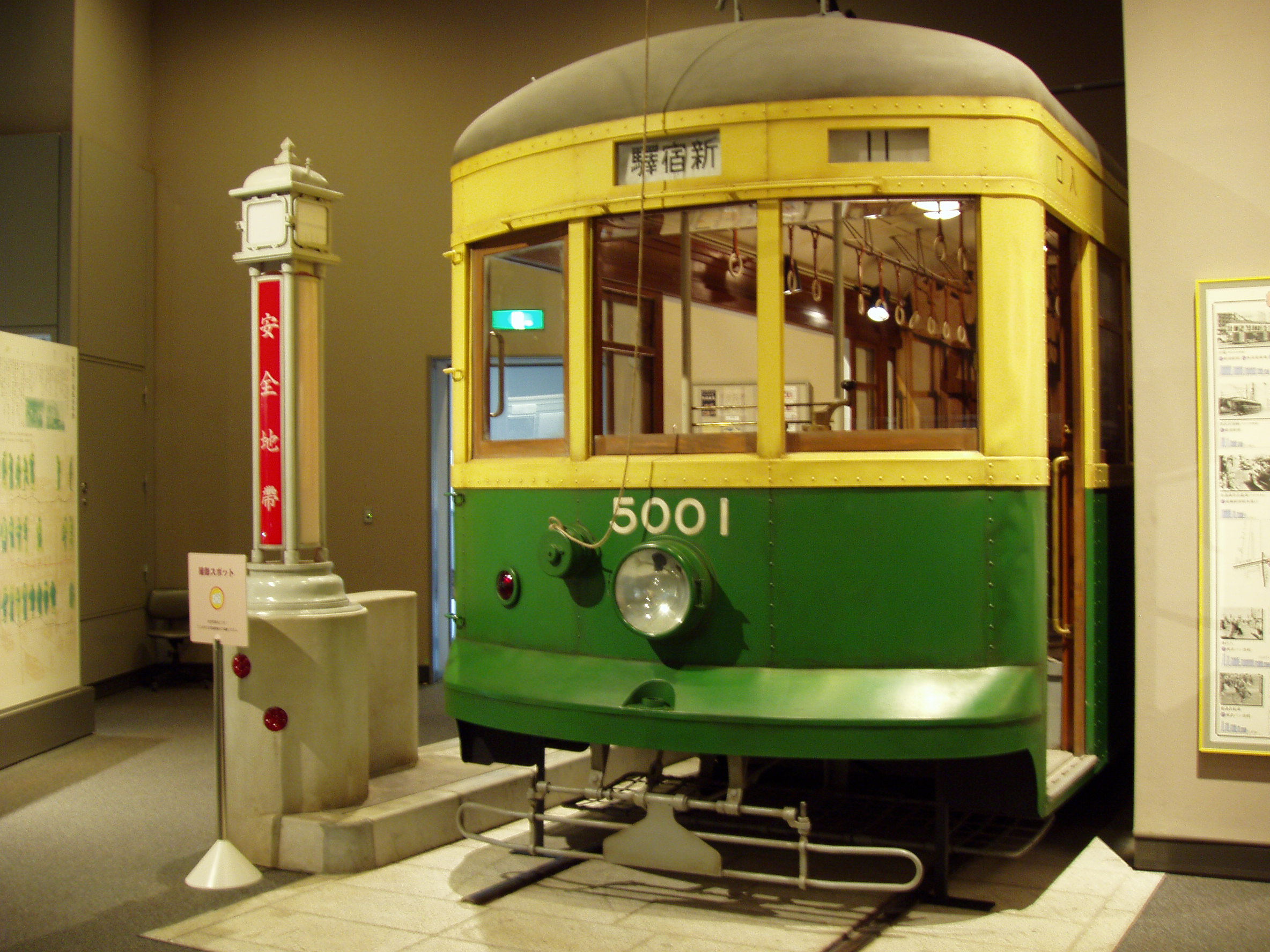
5000形のレプリカと停留所標識

東京市電気局5000形電車（とうきょうしでんききょく5000がたでんしゃ）は、1930年（昭和5年）に登場した東京市電気局（後の東京都交通局）の路面電車（市電→都電）車両である。

## 概要
1930年（昭和5年）に5001 - 5012の12両が製造された、東京市電初の半鋼製三扉ボギー車である。
当初は5年間にわたり毎年12両ずつ増備する計画であったが、当時の不況で実現せず、その後1943年（昭和18年）になって戦時下での輸送力増強のため5013 - 5024の12両が増備された。製造メーカーはどちらのグループも全車日本車輌製造である。
台車は1930年製のグループは軸箱守式のD-12、1943年製のグループはウイングばね式のD-14を装備し車体にも微妙な差異が見られる。また1930年製のグループの警音器には東京市電で初めてタイフォンを装備したが、音が大きく騒音防止のため程なく一般的なフートゴングに交換された。集電装置は製造当初トロリーポールを前後に1本ずつ装備していた。落成当初は方向幕の向かって右側に系統表示幕が存在していたが、これは小さ過ぎて視認しづらいと乗客に不評で、後に通常の系統板を使用するようになり、系統表示幕用の小窓も埋められた。

## 沿革
1930年（昭和5年）の新造直後から廃車まで、5001 - 5024の全車が新宿車庫（1948年（昭和24年）4月からは大久保車庫）に配備され、戦時中に一部が広尾車庫と柳島車庫に疎開したり、後述のように1950年代にごく一部の車両が三田車庫に配属され、1系統の限定で運用されていた以外は、もっぱら11・12系統専用として使用された。
事故や車庫火災による廃車はないが、1945年（昭和20年）5月25日の空襲で5013・5020・5024の3両が被害を受け5020が廃車となっている。その後5013・5024の2両は前田車輌により復旧工事が施されたが、欠番を埋めるため1947年（昭和22年）2月1日に5022が5013に、5023が5020に改番されていたため、5022・5023に改番した上で1949年（昭和24年）3月に復帰した。なおこの2両は復旧工事の際に集電装置がトロリーポールからビューゲルに交換されており、他の車両も1951年（昭和26年）の2月から4月にかけてビューゲル化された。
1957年（昭和32年）からは戦時下の製造で痛みの激しかった1943年製のグループの車体更新が行われ、中扉を撤去して前後二扉車になった。更新は5015・5017 - 5021の6両がナニワ工機によって1957年末から翌1958年(昭和34年)3月にかけて、5013・5014・5016・5022・5023の5両が交通局芝浦工場によって1960年（昭和35年）に行われた。また1930年製のグループも1960年に芝浦工場および大栄車輌によって更新されたが、後扉を撤去して中扉を後寄りに移設するなど、かなり雰囲気の違う車両になった。また施工会社・工場によって張り上げ屋根と普通屋根の相違や前面上部の処理などの仕様が異なり、更新後は少数派の割には個体差が大きくなった。
5000形は1953年（昭和28年）に登場した5500形（全長14.3m級）、大正末期にわずかな期間在籍していた2501形（全長13.5m級）に次ぐ大型車であったが、都電において13m級の大型車が営業運転可能なのは11・12系統のほかには、一時期に本形式の一部の車両が配属された三田車庫担当の1系統や、現在の都電荒川線に相当する区間を運転する荒川車庫担当の27系統と32系統ぐらいであり、転属する場合は三田車庫および荒川車庫以外にはなかった上に、三田車庫は既に廃止計画があったことと、荒川車庫も廃止および担当系統を縮小した他車庫からの他形式車両の転属で賄うこととなったことで、大型で現場では比較的扱いにくい5000形の転属は不要となり、また車体は更新していたものの初期車の足回りの老朽化が進行していた。そのため、1967年（昭和42年）からの都電撤去計画の進捗に伴い他車庫からの転属車に置き換えられ、同年12月31日付けで5015・5016・5022が、1968年（昭和43年）1月20日付けで残り全車が廃車になった。

## 保存車
5011号の車体が、東京都西東京市内の個人宅に保存されている。状態は良好であり、この5011号が唯一現存する都電5000形である。
このほか、新宿歴史博物館には車両前半部のレプリカが展示されており、一部の部品は実物を使用している。
かつては5001号が東京都府中市にある郷土の森公園内（当時、府中市民健康センター）に、東京都小金井市の花小金井幼稚園に5017号が保存されていたが、いずれも既に現存しない。